# Dytiscus sharpi
Dytiscus sharpi är en skalbaggsart som beskrevs av Wehncke 1875. Dytiscus sharpi ingår i släktet Dytiscus och familjen dykare. Inga underarter finns listade i Catalogue of Life.